# River Bluff
River Bluff é uma cidade localizada no estado americano de Kentucky, no Condado de Oldham.

## Demografia
Segundo o censo americano de 2000, a sua população era de 402 habitantes.
Em 2006, foi estimada uma população de 436, um aumento de 34 (8.5%).

## Geografia
De acordo com o United States Census Bureau tem uma área de
0,5 km², dos quais 0,5 km² cobertos por terra e 0,0 km² cobertos por água.

## Localidades na vizinhança
O diagrama seguinte representa as localidades num raio de 8 km ao redor de River Bluff.